# 卢义僖
卢义僖（？—？），字远庆，范阳郡涿县（今河北省涿州市）人，出自范阳卢氏北祖第二房，北魏议郞卢敏长子，北魏、东魏官员。

## 生平
卢义僖很小的时候就有学识，见识深沉高雅。九岁的时候，父亲卢敏去世，卢义僖就有卓绝的品性。卢义僖年少时为仆射李冲所叹赏，以秘书郎为起家官，历任太子舍人、司徒中郎。神龟初年，任城王元澄上奏保举卢义僖，卢义僖出任散骑侍郎，转任冠军将军、中散大夫，由于母亲去世服丧离职。幽州刺史王诵与卢义僖交好，常常与老朋友李神俊等人写信说：“卢冠军在这里，时常反复来往关怀问候，他总是停留好几天，我们得以向他咨询为政之道。”卢义僖受到的器重就是这样。齐王萧宝寅启用卢义僖为开府谘议参军，卢义僖以疾病为辞没有赴任，不久兼任司空长史，担任征虏将军、太中大夫。卢义僖担任闲散的官职多年，淡然自得，李神俊劝他去见居于要职的掌权人物，卢义僖说：“学习先王之道，崇尚实行先王之志，怎么能苟且以求富贵呢？”
孝昌年间，卢义僖担任散骑常侍。当时灵太后临朝听政，黄门侍郎李神轨势倾朝野，要求与卢义僖结为亲家。卢义僖料到李神轨必定会身败名裂，就拒绝了。王诵对卢义僖说：“古人不以一个女儿换五个儿子，您难道反过来了？”卢义僖说：“我之所以不答应，就是为了这个。答应了他，恐怕祸事来的又大又快。”王诵于是紧紧的握住卢义僖的手说：“我听到了朋友的教令，不敢转告他人。”于是卢义僖把女儿嫁给了别家。成婚的那天晚上，灵太后派中常侍服景到卢义僖家中命令停止婚礼，家中内外之人无不惊慌恐怖，卢义僖泰然自若。建义初年，卢义僖兼任都官尚书，很快担任安东将军、卫尉卿。普泰年间，卢义僖担任都官尚书，加号骠骑大将军、左光禄大夫。
卢义僖年轻的时候，幽州连年遭遇水旱灾害，卢义僖之前有数万担谷子借贷给百姓，他以当年谷子没有收获为由，把借贷的契约烧了，乡里百姓感念他的恩德。卢义僖宽厚温和戒惕谨慎，不随便交友，性格清廉俭约，不经营财产获利，与魏子建交情特别深厚，谈论时无所隐瞒。卢义僖个性清约俭朴，不经营财产获利，虽然官居显位，常常会到贫困的地步，粗茶淡饭也愉快的享用。永熙年间，卢义僖突然发作风疾，在兴和年间去世，虚岁六十四，朝廷赠予骠骑大将军、仪同三司、瀛州刺史，谥号孝简。

## 家族

### 祖父母
- 卢度世，北魏散骑常侍、太常卿、使持节、镇远将军、济州刺史、固安惠侯
- 清河崔氏，北魏散骑常侍、大鸿胪卿、使持节、平东将军、青冀二州刺史、清河侯崔赜之女[8]

### 父亲
- 卢敏，北魏议郎

### 兄弟姐妹
- 卢义悰，北魏司空行参军、幽州治中、散骑侍郎、司徒谘议参军
- 卢义敦，北魏征北府默曹参军
- 卢义安
- 卢嫔，魏孝文帝妃嫔

### 子女
- 卢遜之，东魏太尉记室参军
- 卢世猷，齐王开府集曹参军